# Kasim (fill d'Ahmet I)
Kasim (1613-1638) fou un príncep otomà, fill d'Ahmet I i de Kösem Mahpeyker i germà de pare i mare de Murat IV i Ibrahim I.
Va viure sempre tancat al serrallo fins que Murat IV, que es malfiava dels seus germans i els va anar eliminant un a un, el va fer executar finalment el dia 17 de febrer de 1638.